# Позняк, Виктор Вячеславович
Виктор Вячеславович Позняк (1886 — после 1917) — штабс-капитан Осовецкой крепостной артиллерии, герой Первой мировой войны.

## Биография
Католического вероисповедания. Из потомственных дворян. Уроженец Ломжинской губернии.
Окончил 2-й кадетский корпус (1904) и Михайловское артиллерийское училище (1906), откуда выпущен был подпоручиком в Осовецкую крепостную артиллерию. Произведен в поручики 1 сентября 1909 года, в штабс-капитаны — 31 августа 1913 года. Окончил офицерский класс Учебного воздухоплавательного парка.
В Первую мировую войну вступил в составе Осовецкой крепостной артиллерии. Пожалован Георгиевским оружием
За то, что при обороне крепости Осовца, находясь под действительным огнем противника, стрельбой группы батарей заставил 12 марта и 16 и 18 апреля 1915 года замолчать батарею осады, огонь которой приносил большой вред успеху обороны.
Удостоен ордена Св. Георгия 4-й степени
За то, что, состоя в рядах Осовецкой крепостной артиллерии, 24 июля 1915 года, командуя третьей группой батарей на передовой заречной позиции в кр. Осовец и находясь под действительным ураганным огнем тяжелой немецкой артиллерии и в сфере удушливых газов, выпущенных противником, несмотря на отравление этими газами, быстро открыл огонь по наступающему противнику, который успел занять участок Сосницкой позиции. Своею меткою стрельбою остановил наступление немцев до подхода нашего резерва, двинувшегося в атаку, поддержал эту атаку и дал возможность пехоте снова занять старую позицию и отобрать захваченные немцами противоштурмовые орудия и пулеметы.
В 1916 году был переведен в Осовецкую полевую тяжелую артиллерийскую бригаду. 30 мая 1917 года произведен в капитаны «за выслугу лет», а 26 сентября того же года переведен в 68-й Осовецкий отдельный полевой тяжелый артиллерийский дивизион.
Дальнейшая судьба неизвестна.

## Награды
- Орден Святой Анны 4-й ст. с надписью «за храбрость» (ВП 20.04.1915)
- Орден Святого Владимира 4-й ст. с мечами и бантом (ВП 4.06.1915)
- Орден Святого Станислава 3-й ст. с мечами и бантом (ВП 19.07.1915)
- Георгиевское оружие (ВП 25.07.1915)
- Орден Святого Станислава 2-й ст. с мечами (ВП 13.09.1916)
- Орден Святого Георгия 4-й ст. (ВП 17.11.1916)